# Boloria kriemhild
Espèce
Boloria kriemhild est une espèce de lépidoptères de la famille des Nymphalidae et de la sous-famille des Heliconiinae.

## Dénomination
L'espèce Boloria kriemhild a été décrite par Strecker en 1879.
Synonymes :
- Clossiana kriemhild (Strecker, 1879)
- Clossiana luecki Reuss, 1923[1]

### Noms vernaculaires
- en anglais : Relict Fritillary ou Kriemhild Fritillary[1]

## Description
C'est un papillon au dessus orange orné d'une ligne submarginale de points et d'autres dessins de couleur marron, avec une minime suffusion basale marron aux postérieures.
Le revers possède une ornementation de chevrons marron et une bande médiane de taches jaunes aux postérieures.

## Biologie

### Période de vol et hivernation
Il vole en une génération de mi-juin à début août.

### Plantes hôtes
Ses plantes hôtes sont des Viola.

## Écologie et distribution
Boloria kriemhild  réside en Amérique du Nord, dans les Montagnes rocheuses au Montana, au Wyoming, dans l'Idaho et dans l'Utah
,.

### Biotope
C'est un papillon des zones boisées claires de montagne.

### Protection
Pas de statut de protection particulier.